# Dover (Oklahoma)
Dover es un pueblo ubicado en el condado de Kingfisher en el estado estadounidense de Oklahoma. En el año 2010 tenía una población de 464 habitantes y una densidad poblacional de 580 personas por km².

## Geografía
Dover se encuentra ubicado en las coordenadas 35°58′54″N 97°54′40″O / 35.98167, -97.91111 (35.981598, -97.911047).

## Demografía
Según la Oficina del Censo en 2000 los ingresos medios por hogar en la localidad eran de $34,219 y los ingresos medios por familia eran $36,563. Los hombres tenían unos ingresos medios de $24,583 frente a los $18,636 para las mujeres. La renta per cápita para la localidad era de $17,287. Alrededor del 15.1% de la población estaban por debajo del umbral de pobreza.